# Sony Xperia J
Sony Xperia J — смартфон із серії Xperia, розроблений компанією Sony, анонсований 29 серпня 2012 року на IFA. Xperia J є першим пристроєм Sony Mobile разом із Xperia V, який не має логотипу Sony Ericsson на основі рідкої енергії. Дисплей захищений склом Corning Gorilla Glass. Він доступний у чорному, золотистому, рожевому та білому кольорах.

## Характеристики смартфону

### Апаратне забезпечення
Смартфон працює на базі одноядерного процесора Qualcomm Snapdragon S1 (MSM7227A), що працює із тактовою частотою 1 ГГц (архітектура ARMv5), 512 МБ оперативної пам’яті й використовує графічний процесор Adreno 200 для обробки графіки. Пристрій також має внутрішню пам’ять об’ємом 4 ГБ (користувачеві доступно 2 ГБ), із можливістю розширення карткою microSDHC до 32 ГБ. Апарат оснащений 4 дюймовим (101,6 мм відповідно) екраном із роздільністю 480 × 854 пікселів, з щільністю пікселів 245 ppi, що виконаний за технологією TFT. В апарат вбудовано 5-мегапіксельну основну камеру, яка спроможна на якість, рівня VGA. Фронтальна камера на 0,3 Мп з ідентичною якістю. Дані передаються через роз'єм micro-USB, а через бездротові модулі то Wi-Fi (802.11b/g/n), Bluetooth 2.1, вбудована антена стандарту GPS. Весь апарат працює від Li-ion акумулятора ємністю 1750 мА·год, що може пропрацювати у режимі очікування 607 годин (25,3 дня), у режимі розмови — 5.6 години, і важить 124 грами.

### Програмне забезпечення
Xperia J постачався із встановленою Android 4.0.4 «Ice Cream Sandwich» з інтерфейсом користувача Timescape. 7 березня 2013 Sony оновила до версії 4.1.2 Jelly Bean, яка є останньою для цього смартфона.

## Критика
Ресурс PhoneArena поставив апарату 5 із 10 балів, сказавши, що «як для смартфонів середньоцінового діапазону, пристрій має пристойний час роботи від батареї й хороший екран, але це досить багато». До плюсів зараховано екран, відносно хороший час роботи батареї, дешево, до мінусів — продуктивність нижче заявленого, камера («жахлива»), відсутність датчика світла («яскравість прийдеться виставляти самостійно»), фізичні клавіші («набридливі»).
TechRadar поставив 3/5, сказавши, що «він може не бути чарівним всередині, але загалом він є респектабельним смартфоном за привабливою ціною». Сподобались дизайн, батарея, не сподобались — глючність, клавіатура віртуального набору, камера.
CNET UK поставив оцінку 2/5, сказавши, що «на ринку Android у цьому сегменті є потужніші смартфони із нижчою ціною, ніж ця вітродуйка». Плюсами смартфона названо екран, дизайн, батарея; мінусами — мала внутрішня пам'ять, камера, продуктивність.

### Відео
- Огляд Sony Xperia J [Архівовано 28 листопада 2012 у Wayback Machine.] від AndroidAuthority (англ.)
- Огляд Sony Xperia J від PhoneArena (англ.)

### Огляди
- Нік Т. Огляд Sony Xperia J [Архівовано 6 травня 2013 у Wayback Machine.] на сайті PhoneArena (англ.)
- Джон МакКен. Огляд Sony Xperia J [Архівовано 16 березня 2013 у Wayback Machine.] на сайті TechRadar (англ.)
- Деміен МакФеррен. Огляд Sony Xperia J [Архівовано 2 березня 2013 у Wayback Machine.] від CNET UK (англ.)